# Thomas Soucaze
Pour les articles homonymes, voir Soucaze.
Pas d'image ? Cliquez ici

a Compétitions nationales et continentales officielles uniquement.

b Matchs officiels uniquement.
Dernière mise à jour le 12 novembre 2021.
Thomas Soucaze, né le 6 juin 1982 à Tarbes, est un joueur français de rugby à XV évoluant au poste de troisième ligne (1,91 m pour 104 kg).

## Palmarès
- Champion de France : 2002
- International -18 ans : Grand Chelem tournoi des 5 nations 2000
- International -19 ans : vice-champion du monde 2001 au Chili, face à la Nouvelle-Zélande.
- International -21 ans : participation au championnat du monde 2003 en Angleterre.
- International universitaire : 3 sélections et 1 essai en 2003-2004 (Pays de Galles U, Italie A, Angleterre U)